# Brachystelma swarupa
Brachystelma swarupa är en oleanderväxtart som beskrevs av Kishore och Goyder. Brachystelma swarupa ingår i släktet Brachystelma och familjen oleanderväxter. Inga underarter finns listade i Catalogue of Life.